# Орхидометар
Орхидометар или орхиометар медицински је инструмент који се користи за мерење запремине тестиса. Орхидометар је 1966. године увео швајцарски педијатар ендокринолог Андреа Прадер са Универзитета у Цириху.  Док је Стивен Шалет, водећи ендокринолог који ради за болницу Кристи у Манчестеру, наводно рекао за Обсервер  да,,,сваки ендокринолог треба да има орхидометар, јер је то његов стетоскоп.
Орхидометри се поред хумане медицин такође користеи у ветерини за мерење запремине тестиса код овнова.

## Методе мерења запремине тестиса
Запремина тестиса се може проценити:
- палпирањем и успоређивањем с елипсоидима познатих величина
- употреба антропометријских помагала (орхидометар) или лењира на особи
- ултразвучном сликом.

Мерењем тестиса добијају се три мерне осе x, y и з (дужина, дубина и ширина ). Та се мерења тада могу користити за израчунавање запремине тестиса, применом формулу за запремину елипсоида:
{\displaystyle {\mbox{Запремина}}={\frac {4}{3}}\cdot \pi \cdot {\frac {\mbox{дужина}}{2}}\cdot {\frac {\mbox{ширина}}{2}}\cdot {\frac {\mbox{дубина}}{2}}}
{\displaystyle \approx {\mbox{дужина}}\cdot {\mbox{ширина}}\cdot {\mbox{дубина}}\cdot 0,52}
Нормална запремина тестиса  је 15 до 25 ml; а просек је 18 cm3 по тестису (ранг 12 cm3 до 30 cm3.
Димензије просечног зрелог тестиса су:
- дужине 5 cm,
- ширина 2 cm,
- висина 3 cm.

## Конструкција, примена и резултати
Орхидометар је антропометријско помагало или лењир који се састоји се од низа од дванаест нумерисаних дрвених или пластичних перли растуће величине од око 1 до 25 милилитара. Доктори их понекад неформално називају „Прадер кугле“, „перле за медицинску негу“ или „ендокрине перле“.
Перле се упоређују са тестисима пацијента, а запремина се очитава из квржице која најбоље одговара величини. 
Препубертетне величине су 1-3 мл, величина пубертета се сматра 4мл и више, а величина одраслих је 15-25 мл.
Несклад између величине тестиса и других параметара сазревања може бити важан знак различитих болести. Мали тестиси могу указивати на примарни или секундарни хипогонадизам. Величина тестиса може помоћи у разликовању различитих типова прераног пубертета. Пошто је раст тестиса обично први физички знак правог пубертета, једна од најчешћих употреба је као потврда да пубертет почиње код дечака са одложеним пубертетом. Велики тестиси (макроорхидизам) могу бити траг за један од најчешћих узрока наследне генерализоване сметње у учењу, синдрома крхког Х хромозома.